# Stegsnok
Stegsnok (Zamenis scalaris) är en ormart som beskrevs av Schinz 1822. Stegsnoken ingår i släktet Zamenis och familjen snokar. Inga underarter finns listade.

## Beskrivning
En lång, kraftig orm med gulaktig, rödbrun till mörkbrun ovansida med två mörkbruna längsstrimmor. Ungdjuren har tvärstreck mellan de två längsstrecken, som ger teckningen ett karakteristiskt, stegliknande utseende. Undersidan är otecknat grå hos de vuxna djuren, medan den är vit- till gulaktig med svarta fläckar hos unga individer. Längden varierar mellan 100 och 160 cm, även om de flesta individerna håller sig under 120 cm.

## Ekologi
Stegsnoken är aktiv under skymningen och natten. Den föredrar soluppvärmda, steniga, tätbevuxna habitat, men kan också påträffas i glesare skogar, buskområden, åkerrenar, häckar, nära vatten samt i människopåverkade habitat som vingårdar, olivlundar, stenmurar och ruiner. Den kan gå upp till 2 200 m i bergen. Arten är marklevande, men klättrar bra på väggar och i lägre vegetation. Den är aktiv och aggressiv; även om den saknar gift biter den våldsamt om den fångas. Födan består av smådäggdjur och fåglar. Små byten förtärs levande, medan större kvävs genom omslingring.
Arten är äggläggande; honan lägger mellan 4 och 15 ägg i skyddade markpartier under juli och augusti. Äggen kläcks efter 2 till 3 månader. De 10 till 25 cm långa ungarna lever på ödlor och större insekter som hopprätvingar.

## Utbredning
Utbredningsområdet omfattar Iberiska halvön (med undantag av nordligaste Spanien) och södra Frankrike. Den har observerats i nordvästra Italien och det finns en osäker förekomst i Marocko.

## Status
IUCN kategoriserar arten globalt som livskraftig, och populationen är stabil. Arten är vanlig i större delen av sitt utbredningsområde. Möjliga, lokala hot kan vara habitatförlust till följd av intensifierat jordbruk, och vägdöd på grund av att ormen kvällstid gärna uppsöker vägar, som är varma efter dagens solbestrålning.